# Liste der Schädelsammlungen
Die Liste der Schädelsammlungen soll die weltweiten Schädelsammlungen erfassen.
Insbesondere Schädel (Form, Größe usw. aber auch Körperbau etc.) soll(t)en der Wissenschaft u. a. dazu dienen
1. herauszufinden, ob man Verbrecher am Schädel erkennen könne und diese dann nicht mehr für ihre Tat, sondern unmittelbar als (möglichen) Täter zu bestrafen bzw. schwerer zu bestrafen als Menschen, die durch die Umstände zu einer Straftat sich verleiten ließen;
2. die rassische Über- bzw. Unterlegenheit zu beweisen,
3. die Intelligenz von Menschen zu bestimmen; usw.

Siehe hierzu: The Mismeasure of Man
Um diese „Theorien“ zu überprüfen, waren jede Menge Schädel/Körperteile erforderlich, die sich bald nicht mehr auf „natürlichem“ Wege besorgen ließen (Friedhöfe, zum Tode Verurteilte, Anatomische Institute etc.). Schädel und/oder Skelette wurden auf dem Weltmarkt nachgefragt – und auch geliefert: So wurden beispielsweise die australischen Aborginees zu tausenden getötet und anschließend die bestellten Körperteile eingesammelt und nach Europa etc. verschickt, wo sie in die unterschiedlichsten Sammlungen eingingen (trotz religiöser Tabus der Ureinwohner, die heute noch versuchen die Schädel etc. ihrer Ahnen aus den einschlägigen Sammlungen zurückzuerhalten, um sie würdig zu bestatten).

## Menschliche Schädel
| Sammlung                            | Beschreibung | Land                                                          |
| ----------------------------------- | --- | ------------------------------------------------------------- |
| Franz Tappeiner                     | Eine von ihm angelegte Schädelsammlung befindet sich heute im Naturhistorischen Museum in Wien. | Österreich                                                    |
| Gabriel von Max                     | Die wissenschaftliche Sammlung Gabriel von Max umfasste über 60.000 Objekte, die dieser seit seiner Jugend zusammengetragen hatte, darunter eine der größten Schädelsammlungen seiner Zeit. Sie umfasst die Bereiche Vor- und Frühgeschichte, Anthropologie, Zoologie und Ethnographie. 1917 gelang es der Stadt Mannheim, die Sammlung komplett anzukaufen. 1935 gingen rund 500 Objekte der Schädelsammlung im Rahmen eines Sammlungsaustausches an die Universität Freiburg.              | Deutschland                                                   |
| Emil Ludwig Schmidt                 | Lehrsammlung makroskopischer Präparate am Institut für Anatomie („Schädelgalerie“) mit einer umfangreichen anthropologischen Schädelsammlung; später Zusammenführung mit der Sammlung Carus. Heute befinden sich beide Sammlungen in der Leipziger Anatomie. Die Schädelsammlung umfasst: 1068 Schädel aus 5 Kontinenten, 135 Mumienköpfe, 60 vorgeschichtliche Schädelabgüsse aus der Sammlung Schmidt und 170 Schädel und Gipsabgüsse der Carus-Sammlung.                                  | Deutschland                                                   |
| Rollettmuseum                       | Gall’sche Schädelsammlung in Baden bei Wien von Franz Joseph Gall (1758–1828) | Österreich                                                    |
| Frank Wall                          | Zurück in England, übertrug Wall seine Holotypen und seine Schädelsammlung dem Natural History Museum. | England                                                       |
| Museum anatomicum                   | der Philipps-Universität Marburg. Ein Raum enthält eine „Rassen-Schädelsammlung“, die phrenologische Unterschiede zwischen den verschiedenen Ethnien demonstrieren soll. | Deutschland                                                   |
| Hans Weinert                        | Ab Anfang 1928 legte er am Kaiser-Wilhelm-Institut für Anthropologie, menschliche Erblehre und Eugenik (KWI) eine Schädelsammlung an. | Deutschland                                                   |
| Samuel George Morton                | anatomische Sammlung mit über 1000 Schädeln (Um zu beweisen, dass die „eingeborenen Rassen“ Nordamerikas es zu keiner Zivilisation gebracht hätten und auch unfähig seien, die angelsächsische Kultur anzunehmen. Vertrat die separate Schöpfung der verschiedenen Rassen.) | USA                                                           |
| Georg-August-Universität Göttingen  | Blumenbachsche Schädelsammlung. | Deutschland                                                   |
| California Academy of Sciences      | Schädel-Sammlung | USA, Californien                                              |
| Cesare Lombroso                     | In Italien fordern heute (2010) Nachkommen von Personen, deren Schädel in Lombrosos umfangreicher Schädel-Sammlung in Turin ausgestellt sind, deren Rückgabe und würdige Bestattung. | Italien                                                       |
| Eberhard Karls Universität Tübingen | Schädel-Sammlung | Deutschland                                                   |
| Hyrtl Skull Collection              | Im Mütter Museum | USA (Philadelphia, Pennsylvania)                              |
| Straßburger Schädelsammlung         | August Hirt versuchte für die „Reichsuniversität Straßburg“ eine Schädel- bzw. Skelettsammlung mit u. a. auch in seinem Auftrag ermordeten jüdischen KZ-Häftlingen aufzubauen: „Nahezu von allen Rassen und Völkern sind umfangreiche Schädelsammlungen vorhanden. Nur von den Juden stehen der Wissenschaft so wenig Schädel zur Verfügung, daß ihre Bearbeitung keine gesicherten Ergebnisse zuläßt. Der Krieg im Osten bietet uns jetzt die Gelegenheit, diesem Mangel abzuhelfen. (...)“ | Sammlung konnte wegen Kriegsende nicht fertiggestellt werden. |
| Ethnografisches Museum Stockholm    | Rückgabe von Skeletten australischer Ureinwohner 2007/2008 | Schweden (Stockholm)                                          |
| Universität Lund                    | Sammlung | Schweden (Lund)                                               |
| Museum Godeffroy                    | „Godeffroy forderte sie in Briefen immer wieder dazu auf, auch Skelette von Aborigines zu schicken. Diese seien „sehr wichtig für die Völkerkunde“. Es ging natürlich nicht nur um die Wissenschaft: Der Kaufmann bot Aborigines-Köpfe in seinem Katalog an. So kostete der Schädel eines Eingeborenen aus Rockhampton, Australien, 600 Silbergroschen – der Menschenkopf wurde in einem Katalog aus dem Jahr 1874 neben einem Fledermausskelett aufgelistet.“                               | Deutschland (Hamburg) Sammlung aufgelöst/verkauft             |
| Charité                             | „Die Berliner Charité hat bisher 18 Schädel von australischen Ureinwohnern identifiziert, die meisten waren 1881 nach Deutschland geschafft worden. Im November 2008 unterzeichnete die Charité – als erste wissenschaftliche Einrichtung in Deutschland – eine Vereinbarung mit Australien, wonach die Köpfe ‚für eine würdevolle Bestattung‘ zurückgegeben werden sollen.“ Die Rückgabe erfolgte schließlich 2013.                                                                         | Deutschland (Berlin)                                          |
| Dresden                             | Über 4.000 menschliche Gebeine lagern im Museum für Völkerkunde Dresden. Sie gehen auf die Sammlung von Carus zurück und wurden durch Expeditionen von A. B. Meyer (Polynesien), Hantzsch (Nordkanada) und weitere Sammler ergänzt |                                                               |
| Leipzig                             | Die Schädelsammlung umfasst heute 1.068 Schädel aus fünf Kontinenten, 135 Mumienköpfe, 60 vorgeschichtliche Schädelabgüsse und 170 Schädel und Gipsabgüsse der Carl-Carus-Sammlung. |                                                               |
| Berlin                              | Schädelsammlung der 1869 gegründeten Berliner Gesellschaft für Anthropologie, Ethnologie und Urgeschichte (BGAEU), Mitbegründer Rudolf Virchow (1821–1902) |                                                               |
| St. Petersburg                      | Ethnographisch-kraniologische Sammlung der Kaiserlichen Akademie der Wissenschaften zu St. Petersburg, von Karl Ernst von Baer ausgebaut | Russland                                                      |
| Paris                               | Broca-Sammlung im Musée de l’Homme in Paris | Frankreich                                                    |
| Boston                              | Die Schädelsammlung des John Collins Warren zu Boston, heute im Warren Anatomical Museum | Vereinigte Staaten                                            |